# 刘炯天
刘炯天（1963年1月20日—），中华人民共和国政治人物、矿物加工专家，籍贯河南南阳西峡县，工学博士，教授、博导，中国工程院院士。曾任郑州大学校长和党委书记等职务，现任河南省政协副主席。

## 生平
1983年6月毕业于东北工学院本科专业，后到中国矿业大学任教，1989年获得中国矿业大学矿物加工工程专业硕士学位，1999年获中国矿大北京研究生部矿物加工工程专业博士学位。曾任中国矿业大学能源化工系副主任、化工学院院长。2007年7月，任中国矿业大学副校长。
2009年当选中国工程院院士。2013年6月9日被任命为郑州大学校长。2017年9月，郑大进入“双一流”一流大学建设高校B类高校之列。2018年1月，当选河南省政协副主席。2021年9月，任郑州大学党委书记。2022年6月，卸任郑州大学校长，至此担任郑大校长9年整。2023年4月，卸任郑州大学党委书记。

## 学术贡献
他长期从事微细粒分选与洁净煤技术的理论研究与工程实践。获得了17件专利授权，发表120篇论文，出版5本著作与教材。获得过国家技术发明二等奖，国家科技进步奖二等奖。

## 社会兼职
- 中国煤炭学会理事
- 教育部科学技术委员会化学化工学部委员
- 国家环境保护清洁煤炭与矿区生态恢复工程技术中心主任(2003.12--)
- 国家煤加工与洁净化工程技术研究中心主任(2012.01--)
- 中国矿业大学学术委员会主任(2012.07--2013.05)

## 荣誉
- 全国模范教师
- 国家杰出青年基金、国家百千万人才工程国家级人选
- 中国青年科技奖
- 教育部全国优秀青年教师奖
- 全国优秀博士学位论文评选获奖者
- 全国优秀科技工作者评选获奖者
- 江苏省“十大”杰出青年等